# Caraglio
Caraglio är en ort och kommun i provinsen Cuneo i regionen Piemonte i Italien. Kommunen hade 6 757 invånare (2018).